# Theridion subradiatum
Theridion subradiatum là một loài nhện trong họ Theridiidae.
Loài này thuộc chi Theridion. Theridion subradiatum được Eugène Simon miêu tả năm 1901.